# Manostachya staelioides
Manostachya staelioides är en måreväxtart som först beskrevs av Karl Moritz Schumann, och fick sitt nu gällande namn av Cornelis Eliza Bertus Bremekamp. Manostachya staelioides ingår i släktet Manostachya och familjen måreväxter. Inga underarter finns listade i Catalogue of Life.